# 안녕 하코부네
안녕 하코부네(さらば箱舟, Farewell To The Ark)는 일본에서 제작된 테라야마 슈지 감독의 1984년 드라마 영화이다. 야마자키 츠토무 등이 주연으로 출연하였고 사사키 시로 등이 제작에 참여하였다.

## 출연

### 주연
- 야마자키 츠토무
- 오가와 마유미

### 조연
- 하라다 요시오
- 타카하시 요코

## 제작진
- 공동제작: 테라야마 슈지
- 미술: 이케야 노리요시